# Нікітін Ігор Іванович
Нікітін Ігор Іванович (29 лютого 1952) — радянський важкоатлет.
Срібний призер Олімпійських Ігор 1980 року в категорії 100 кг.